# Valguarnera (Adelsgeschlecht)

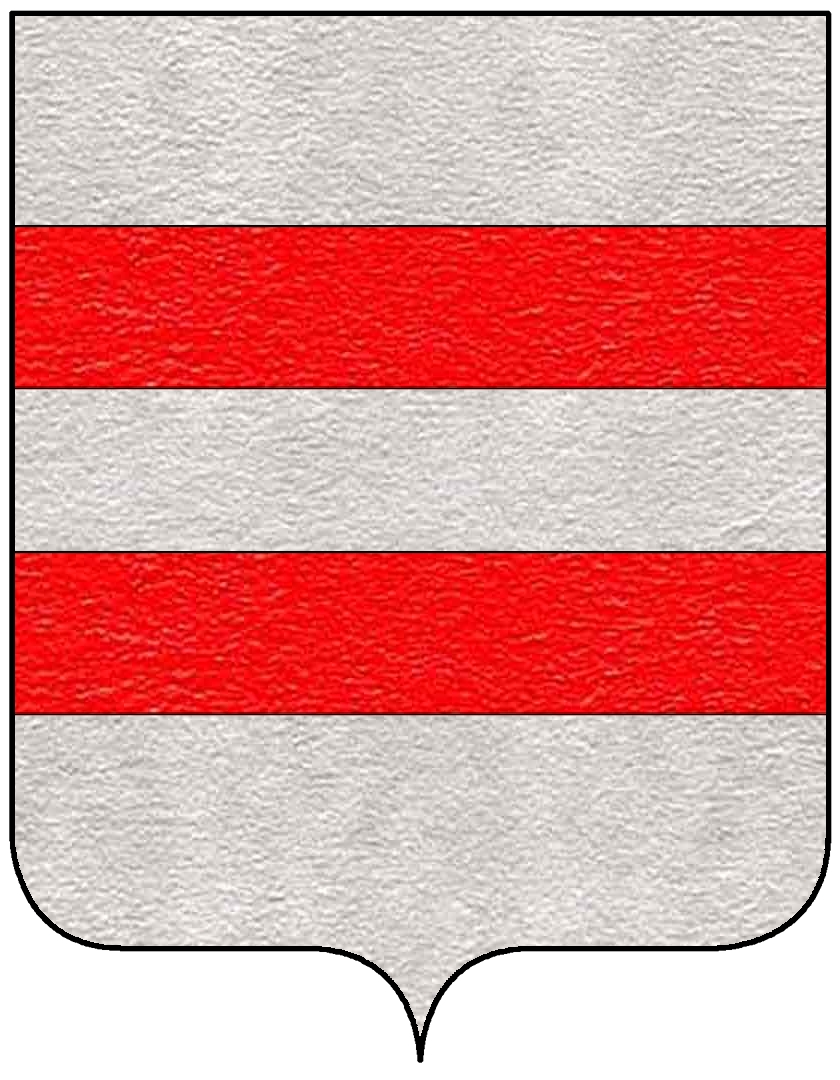
Stammwappen

Valguarnera ist der Name eines italienischen Adelsgeschlechts aus Sizilien, das dem Hochadel angehörte.

## Geschichte
Die aus Katalonien stammende Familie Valguarnera soll im 6. Jahrhundert von den westgotischen Königen Spaniens und von Guarnero, Prinz von Las Ampurias als dem Gründer des Hauses abstammen.
Die Familie kam auf zwei Wegen nach Sizilien, zuerst im Jahr 1282 mit einem Simone, dem Begründer der Barone von Godrano, der die afrikanische Insel Gerba erobert hatte. Ein Francesco Valguarnera war im 15. Jahrhundert Hauptmann der Truppen von Ladislaus von Neapel. Ein späterer Francesco Valguarnera wurde 1620 durch Privileg von Philipp IV. 1. Prinz von Valguarnera. Er war Prätor von Palermo (1631) und Generalvikar des Königreichs bei der Verteidigung gegen die Türken.
Die Valguarnera  gehörten neben den Alliata, Filangeri, Gravina, Lancia, Moncada, Notarbartolo,  Paternò, Spucches, Stagno, Tomasi di Lampedusa und Ventimiglia zu den großen Fürstenhäusern im einstigen Königreich Sizilien. Nach dem berühmten Roman Der Gattopardo werden diese auch bisweilen als Die Leoparden bezeichnet. Der Palazzo Gangi-Valguarnera wurde im 18. Jahrhundert im Barockstil in Palermo errichtet. Insgesamt besaß die Familie Valguarnera fünf Fürstentümer, zwei Markgrafschaften, zwei Grafschaften, ein Herzogtum, über zwölf Baronien und über siebenundzwanzig andere Lehen.
Zu Beginn des 19. Jahrhunderts ging der Titel der Fürsten von Valguarnera an die Familie Alliata di Villafranca über, die noch heute die Villa Valguarnera in Bagheria besitzt. Bemerkenswert ist auch der Palazzo Niscemi in Giardinello, der die Sommerresidenz der Familie Valguarnera war und heute das historische Zentrum der Gemeinde Giardinello ist.
Der letzte männliche Nachkomme der Familie Valguarnera ist Prinz Corrado Valguarnera von Niscemi.